# Bắc Labuhan Batu (huyện)
Huyện Bắc Labuhan Batu là một huyện (kabupaten) thuộc tỉnh Bắc Sumatra, Indonesia. Huyện lỵ đóng ở. Huyện có diện tích 9323 km2, sân số theo điều tra năm 2000 là 840.382 người 60,99% diện tích huyện là rừng bao phủ..

## Các đơn vị hành chính
Huyện gồm có 8 phó huyện hành chính (kecamatan) sau:
1. Aek Kuo
2. Aek Natas
3. Kualuh Hilir
4. Kualuh Hulu
5. Kualuh Leidong
6. Kualuh Selatan
7. Marbau
8. Na IX-X